# Dimitris Nikolaou
Dimitrios "Dimitris" Nikolaou, född 13 augusti 1998, är en grekisk fotbollsspelare som spelar för Olympiakos.

## Landslagskarriär
Nikolaou debuterade för Greklands landslag den 15 maj 2018 i en 2–0-förlust mot Saudiarabien.